# Accijnsgebied van de Europese Unie
Het accijnsgebied van de (Europese) Unie is het gebied dat deel uitmaakt van het grondgebied van de Europese Unie en dezelfde gestandaardiseerde accijnsregels volgens Europese richtlijn 2008/118/EG toepast. De toepassing van deze Europese richtlijn verschillen enigszins per lidstaat naargelang de accijnstarieven.
Het vervoer van accijnsgoederen tussen twee plaatsen binnen het accijnsgebied gebeurt vooral aan de hand van geleidedocumenten. Er dient een douane-aangifte opgemaakt te worden, ondanks het feit dat de goederen het douanegebied niet verlaten. Dit vervoer van accijnsgoederen wordt overbrenging genoemd. Hier zijn twee opties mogelijk:
- Overbrenging in verbruik, waarbij de accijnzen reeds betaald zijn;
- Overbrenging onder accijnsschorsingregel, waar de accijnzen nog niet betaald zijn.

Het accijnsgebied is opgenomen in artikel 4, 5 en 6 van de Europese richtlijn 2008/118/EG en bestaat uit:
- De lidstaten van de Europese Unie: België, Bulgarije, Cyprus, Denemarken, Duitsland, Estland, Finland, Frankrijk,  Griekenland, Hongarije, Ierland, Italië,  Kroatië, Letland, Litouwen,  Luxemburg, Malta, Nederland, Oostenrijk, Polen, Portugal, Roemenië, Slovenië, Slowakije, Spanje, Tsjechië en Zweden, met uitzondering van het eiland Helgoland en het grondgebied van Büsingen (Duitsland), de Canarische Eilanden, Ceuta en Melilla (Spanje), Campione d'Italia, Livigno en de nationale wateren van het Meer van Lugano (Italië), de Franse overzeese departementen (Frankrijk) en de Aland-eilanden (Finland).
- Gebieden die géén deel uitmaken van de Europese Unie, maar wel van het accijnsgebied: door onderlinge akkoorden wordt Monaco in de Europese richtlijn beschouwd als onderdeel van Frankrijk. Akrotiri en Dhekelia, die een overzees gebied van het Verenigd Koninkrijk vormen, worden hierin beschouwd als onderdeel van Cyprus. De overbrengingen van en naar San Marino worden behandeld als deze naar Italië.[3]
- Gebieden die deel uitmaken van de Europese Unie maar op accijnsgebied beschouwd worden als onderdeel van een andere lidstaat van de Europese Unie: Jungholz en Mittelberg dat een exclave vormt van Oostenrijk in Duitsland, worden als onderdeel van de Duitsland beschouwd volgens de accijnsrichtlijn.[4]

De Berg Athos (Griekenland) behoort tot het douanegebied en het accijnsgebied en maar niet tot het btw-gebied van de Europese Unie.
Het bekendste voorbeeld van dergelijke gebieden die tot het douanegebied van de Unie behoren maar niet tot het accijnsgebied zijn de Canarische eilanden die staatkundig bij Spanje behoren. Door het speciale statuut van de eilanden zijn de goederen die men van daar meeneemt naar de andere lidstaten van de Europese Unie nog niet vrijgemaakt inzake accijnzen (bij tabak en alcohol) en btw. Concreet komt het er op neer dat men als reiziger deze goederen dient aan te geven aan de douane wanneer goederen worden meegebracht boven de toegelaten vrijstellingen.